# Kaposhomok
Kaposhomok (németül: Hommigg) község Somogy vármegyében, a Kaposvári járásban.

## Fekvése
Kaposvártól 12 kilométerre keletre található, a Kapos jobb parti oldalán.
Bár aránylag távol fekszik a Balaton déli partjától, szőlő- és borgazdasági szempontból mégis a Balatonboglári borvidék részét képezi.
A közvetlenül határos települések: északkelet felől Baté, délkelet felől Kaposkeresztúr, délnyugat felől Szentbalázs, északnyugat felől pedig Taszár.

### Megközelítése
Zsáktelepülés, közúton csak a 61-es főút felől érhető el, mintegy 1 kilométeres letéréssel, a 65 107-es számú mellékúton. A hazai vasútvonalak közül a Dombóvár–Gyékényes-vasútvonal érinti, melynek egy megállási pontja van a határai között; Kaposhomok megállóhely a lakott területétől északra, de a Kapos túlsó partján helyezkedik el, a faluba vezető bekötőút vasúti keresztezésének keleti oldalán.

## Története
Kaposhomok első említése: Az Alsó- Pannóniában hatalmukat vesztő szlávok átadták helyüket a honfoglaló magyarságnak. A somogyi területekre Koppány törzse telepedett le. Központjuk Somogyváron volt. A vezér az ősi magyar pogány hit híve volt, ezért is került szembe Istvánnal, aki a kereszténységet akarta államvallássá tenni. A párharcból István került ki győztesen, Koppányt felnégyelteti, és a somogyi birtokainak tizedszedési jogát a Pannonhalmi bencés apátságra bízza. A nép lelki gondozását kiveszi az idegen papok kezéből és a bencésekre illetve a pécsváradi plébánosokra bízza. Bár később a somogyi területeket a veszprémi egyházmegye kebelezi be, a tizedszedés joga Pannonhalmáé marad. Ettől kezdve évszázadokon át folyt a harc Somogyvár és Pannonhalma között a jog megszerzéséért.
A javakért folytatott küzdelmet jól szimbolizálja az az eset, amikor 1228-ban a bencés apát panaszolja, hogy Veszprém püspöke lefoglalta mindkét Amachot (Homok) és javait. Az egyik Csököly pusztája, a másik, pedig a mai Kaposhomok. Végül a harc a 13. század első felében zárult le. A tizedszedési jog Pannonhalmáé maradt, míg a Somogy vármegyei plébániák püspöki joghatóságát Veszprém hatáskörébe utalták. 1237-ben Jakab főesperes hatósugarában 176 plébánia működik, melynek felsorolásában Homag is szerepel, mint plébánia pappal. A települést a regölyi esperesi kerülethez és egyben a pécsi püspökséghez tartozónak írják.
1266. január 11-én IV. Kelemen pápa a tihanyi apátságot a szentszék pártfogása alá fogadja, javainak és kiváltságainak a birtoklásában megerősíti.
„Clemens episcopus servus servorum Dei. Dilectis filiis abbatis monasteri de Thykon qaecumque bona idem monasterium possidet, Illibata permaneant predia et villam Mortus juxta Buchak…Homuke.
Ugyanebben a kiváltságlevélben még egyszer szerepel Homuke de Telky, melynek birtoklásában a pápa szintén megerősíti.
A veszprémi püspökség római levéltárában a településről a XIV. századból vannak hiteles adatok. Az 1332-37. évi pápai tizedjegyzékben jelenik meg először Homok, mint adózó település.
A budai káptalan döntése: 1443. január 25-én a budai káptalan előtt Hédervári Lőrinc nádor és fia, Imre macsói bán és Tamásy János vajda fia, Henrik egyezségre lépnek, mely szerint, ha valamelyikük előbb halna meg örökös nélkül, úgy összes birtokuk a másikra száll. Az egyezségben felsorolják az esetlegesen birtokolandó javakat. A települések között említik Omakot, azaz Homokot is. A megállapodás január 31-én már aktuálissá is válik. A budai káptalan II. Ulászló parancsára bevezette Hédervári Lőrinc nádort és fiát, Imre macsói bánt mindazon birtokokba, amelyeket a néhai Tamásy Henrikkel kötött szerződés értelmében megjelöltek.
Homok, mint egyházi igazgatási központ: 1542-ben összeszámolták a somogyi plébániákat. (Connumeratio Parochorum Annao 1542) Az összeírásban szerepel Márczadó, Enyezd, Szend amelynek esperese, archidiakónusa „de Omag” él. Ez jelentheti azt is, hogy a pap homoki származású. Amennyiben ez így lenne, úgy ismerhetjük Homok szülöttét, aki papi pályára lépett és esperessé lett. Az 1542-es birtokösszeírásban Török Bálint, Marczadó és Send javai mellett még szerepel Omag is, de 1545-re eltűnik a felsorolásból. Így Homok valószínűsíthetően már a kirajzó török csapatok áldozata lett.
 1555-ben gyakorlatilag az egész Somogy hódoltsági területté vált. Kereszteshomokot (korabeli elnevezés) a kaposvári náhiéhoz csatolják. Már 1554-ben sejteni lehetett Homok lakosságának a kipusztulását, mert az adólajstromban csak két adózó van: Csargay Balázs és Herény Pál. 1565-re az adózók száma négyre növekszik Kustos-Homokon (korabeli elnevezés). 1566-ban Keresztes- Homag néven a török defterek szintén négy adózót írtak össze. 1571-ben ismét Kustos-Homag szerepel tíz adózóval: Herény István, Jakab Gergel, Nagy Ambrus, Benedik Pál, Szabó Bertalan, Markos Fábján, Jó Gál, Bod Gáspár, Csurgó Petre, Bolgár Bertalan.
 A hódoltság alatt a vallási összetétel teljesen megváltozik. Az eddig katolikus falvak protestánssá válnak. Az 1612. évi és az 1618. évi református zsinat felméréseiből tudjuk, hogy Orci népe először görög, majd református vallásúvá válik. Büssü és Gölle szintén református vallásra tér át. A felmérésekből Keresztúr, Homok és Baté kimarad, ez azt jelenti, hogy a települések lakossága megmarad a katolikus hiten.
 1689-ben Kollonich Lipót érsek előterjesztette I. Lipót császárnak a Magyar Királyság felépítési tervét (Einrichtungswerk). Ez indította el a benépesítést német telepesekkel, akik Dél- és Délnyugat-Németországból érkeztek. Homokra 1728-tól kezdve érkeznek szórványosan telepesek Felső- Ausztriából. 20 évvel később már német ajkú az egész lakosság.
 Az 1748-as egyházlátogatási bizottság felmérései alapján a következőképpen foglalhatjuk össze a település adatait:
Vallási élet: az újonnan telepített községben templom nem volt. A lakosság sváb nemzetiségű, vallásuk szerint katolikusok voltak. Homoknak kántorra nem jut, így az istentiszteletek Kercseligeten vannak. Tanítójuk, Krim Mátyás szintén német nemzetiségű.
Lakosság: 24 családi ház található a településen. 23 családból 17 német. Itt meg kell említeni, hogy a németségen belül is voltak széthúzások, vagyis hat család megkülönböztette magát a később érkező „Scwabische Türkei”-től. (Az „ősi” telepesek közvetlen Ausztriából jöttek, míg a többi telepes Tolna és Baranya vármegyéből költözött át.)
Kapcsolatok az őshazával: az anyakönyvek alapján oda- vissza vannak keresztszülői és bérmaszülői tisztségek vállalása. A népviseletükhöz szükséges plüss bársonyért szintén az őshazába mennek.
Kapcsolatok más települések német ajkú lakosságával: Szabadiba a Ruhr- vidékéről érkeznek telepesek. De mivel ők már az őshazában protestánssá lettek, így a homoki római katolikus lakosság nem vette fel velük a kapcsolatot.
Homok a sváboknak köszönheti (a falu újranépesítése mellett) mezőgazdaságának, de főleg a szőlőkultúrájának a fellendülését. A Keresztúr és Homok közti völgyek szűknek bizonyultak a termelésre ezért a Nagy- és Kishallgató dombjait próbálták birtokba venni. A custodiátusi birtok vezetője, gróf Edling Rudolf földet kölcsönzött számukra (allód birtokviszony), hogy szőlőt tudjanak telepíteni. Ezekért a birtokokért cserébe 4-5 évi fizetési kötelezettséggel tartoztak, a termény után tizeddel adóztak. Ez egy sajátos szőlőművelési kultúra volt: a földesúrtól erdei területeket kapnak irtásra, amelynek helyére telepíthetik a szőlőt. A sorok kijelölése után a karónak szánt fákat nem vágják ki, hanem elszenesítik egy kicsit és végül mellé ültetik a szőlőt. A minőségi bortermelésnek köszönhetően Homok a század végére Bécs borszállítója lesz.
1804-ben volt az utolsó kamarai összeírás a kusztodiátus hivatalos státuszáról, ezek alapján Homok községet Taszár filiálisaként tartják számon. Temploma Szent Vendel tiszteletére épült, mely még a kusztodiátus patronátusi terhe. Iskolája nincs. Árendás háza a kocsma, a csapos házával és pincével. Gazdasági épületei: téglavető, cséplőszérű, uradalmi kosárfonó háza. Jobbágyai németajkú római katolikusok. Földjeik II. osztályúak, 9,5 szessziót tesznek ki. Homokon is kimutatható volt a telekaprózódás, ez is oka annak, hogy ezek a falvak még ma is nagyon szerény módú helységek. Egy telek 24 hold szántó és 10 hol rét. Legelőjük kevés, szűkösen elég a jobbágyok állatai számára. Szőlőjük a helységtől D-re eső magaslatokon van és jó minőségű bort terem. Borkimérési joguk az Urbárium értelmében december 6-tól kezdve, fél évig volt érvényes. Pálinkaégetőjük allodiális kezelésben volt. Homok jövedelme 2180 Forint. 21 jobbágyház és 10 zsellér volt a településen. A jobbágyság terhei: tized, heti 1 nap igásrobot, terméskilenced, ezen felül a mézből, bárányból, kenderből szintén fizettek kilencedet, 1 Forint füstpénz, ajándék. A házas zsellér fizette az évi 1 Forint házhelybért és a 18 napi kézi robotot. A házatlan zsellér, pedig 12 napi kézi robottal adózott.
Noszek Mátyás Somogy vármegye erdőfelügyelője vizsgálta át és minősítette Homok erdejét.
Három részre osztotta:
1. Nagy- és Kishallgató: Keveset érő, elvénült bükkös, a szálalás következtében nagyon megritkult
2. Somhegyi erdő: korábban Teleki erdőnek nevezték, bükkös cser ültetvényekkel
3. Hosszúvölgyi erdő: bükkös cser ültetvényekkel

A homoki erdő akkori határai: K-ről Schmideg gróf Tékets pusztája és a homoki szőlők, Ny-ról az Eszterházy herceg szentbalázsi hitbizománya és a szintén Homokhoz tartozó Teleki szőlőhegy, D- ről pedig szintén Tékets puszta határolta.
Általánosságban elmondható, hogy a homoki erdő teljesen rendezetlen, ennek oka, hogy nehezen megközelíthető terepviszonyai vannak. Ebből következik, hogy hiába volt a jobbágyoknak faizási joguk, nem éltek vele. Ehelyett a bérlővel kötött szóbeli megállapodás értelmében egy teljes szesszió után egyéb kötelezettségükből évi 1 Forint 40 krajcár engedményt kaptak. A terepviszonyokkal magyarázható az is, hogy ebben az erdőben a makkoltatási díj egy-egy sertés után csak 45 krajcár volt az 1 Forint helyett. Az összeírás alapján az erdő 300 sertés makkoltatására volt alkalmas.
Kaposhomok község 1807-ben a piaristák fennhatósága alá került.
A custodiatus utolsó bérlőjének, Szentgyörgyi Horváth Zsigmondnak az 1808-ban bekövetkező halálával, a rend Bolla Antalnak adta azt a feladatot, hogy a javadalom gazdaságát átszervezze. Ő a bérleti hasznosítás helyett a házi kezelésbe vétel mellett döntött. A befektetésekhez azonban pénzre volt szükség. A támogatásokkal együtt 55 000 forint állott a rendelkezésére. Ebből 1809-ben Mernye felmérésére fordított 7589 forintot. 1810-ben a befektetések között már Homokot is megtaláljuk. Elsőként földeket adományoztak szőlőtelepítésre, és emellett 8 hold allodiális szőlőt is telepítettek. Ezután a Kapos folyó szabályozására fektettek hangsúlyt, Felmérték a Kapos vizét az attalai, homoki, taszári határban, majd a medrét ebben a távolságban megnagyobbították. Taszár és Homok között a Kapos berkén át hidat építettek, a két falut úttal kötötték össze. Végül a pálinkaégetőt megnagyobbítják, és új kutat ásnak mellé.
A határok azonban bizonytalanok voltak, a donációs levelekben egyszerűen csak a falvak voltak megemlítve, a custodiatus pontos területi felmérésére még nem került sor. Ennek a hiányában a határok mentén folyamatosan pereskedésre került sor. A homoki birtokállományból négy alkalommal is sajátítottak ki területeket:
1. 1841. január 10-én kelt szerződés értelmében a rend eladta Moór István homoki jobbágynak a homoki szőlő Ny-i részén lévő új ültetésű szőlőjét a hozzá tartozó présházzal együtt 1100 Forintért. Az eladott szőlőt azonban terheli a bordézsma és a gyümölcstermésből is dézsmát ad.
2. A homoki vasúti őrháznál megálló céljára 346 ölnyi
területet sajátított ki a MÁV 1891-ben. Ezt a foglalást a vasúttársaság a két falu, Taszár és Homok kérésére tette meg, mivel a Bátaszék- Dombóvár- Zákány vonalon még nem létesült e két községnél megálló.
3. Kemény Pál taszári kasznár 1866. október 31-én ideiglenes érvényességű egyezséget kötött Ress Sebestyén homoki lakossal. A szerződés értelmében Ress Sebestyén elcseréli a Darazsin- dűlőben a Kapos vízére lejtő és a sántosi határ mentében fekvő ingatlanát az uradalomnak ugyancsak a Darazsinban Mohr István kertje végében Ny-ra húzódó ingatlanával. Több feltételt is szabtak az egyezség megkötésére. Ress Sebestyén a cserében adott földet addig nem veszi vissza, amíg azt cserében a rend birtokolni akarja. Ha ellenben ő, vagy a törvényes jogutódai ragaszkodnának a visszavételéhez, abban az esetben ő illetőleg az örökösei kötelesek lesznek annak a hídnak az árát megtéríteni, amelyet az uradalom a Kapos vízére épített. Ezt az ideiglenes cserét Bertalan Alajos kormányzó rendfőnöki engedéllyel végleges cserével váltotta fel. Ennek értelmében a Ress Sebestyén örököse, Ress József örök tulajdonul átadta a fent nevezett tulajdont (2748 négyszögöl), cserébe az uradalomtól 3000 négyszögöl területet kapott. A csere 1895-ben lépett jogerőre.
4. A kaposhomoki korcsmaházat a hozzá tartozó telekkel (1160 négyszögöl) Stágl József homoki lakos vásárolta meg 4700 koronáért 1912. júliusában.
A növénytermesztés mellett az állattartás sem volt soha jelentős Homokon. Általában a földművelésben segédkező állatokat tenyésztették, mint az igásló és a szarvasmarha.
A nemzetiségi megoszlás 1849 és 1853 között nagyon sokat változott. Négy év alatt csak 14 fővel nőtt a lakosság száma, de a magyar nemzetiségű lakosok száma 56 fővel gyarapodott, tehát itt nem egy nagyobb magyar telepes csoport érkezéséről lehet szó, hanem inkább a német lakosok, magyarokkal történő asszimilációjáról beszélhetünk.

### Szőlőgazdálkodás
Az 1778-ban kelt vármegyei szőlőösszeírás szerint székesfehérvári custodiátus somogyi részein Mernyén, Homokon az úgynevezett Telekihegyen és Öszödön voltak szőlők. A Telekihegyen volt a taszári és a homoki jobbágyokon kívül a fonaiak szőleje is. Amikor az uradalom átvette a homoki birtokokat, a szőlőterületek a bérlők kezén voltak, akik az utolsó custostól zálogjogon szerezték meg. Így ezeket a birtokokat 1822-ben 19400 Forintért visszaváltották. Kezdetben ezek a területek nem képezték az uradalom jövedelmének a részét, mert a szőlőtermelés teljes egészében a jobbágyság kezében volt. A custodiátusban csak néhány hold allód szőlő volt, jobban megérte dézsmából származó szőlőbevétel. Mivel ez a szolgáltatás bőségesen ontotta a bort az uradalmi pincékbe, és így nem voltak ráutalva a sok aprólékos munkát, vagyis robotot igénylő allód szőlők tartására. A bor volt a javadalom egyik legjövedelmezőbb forrása, mert még eladása sem volt problematikus, hiszen az uradalmi korcsmák az uraság borait mérték. A homoki allód szőlőket gróf Edling Rezső bérlőnek adta ki, melyet a rend nem nézett jó szemmel. A szőlők házi kezelésbe vétele után a bérlő mintegy társtulajdonosként szerepelt és így ez a birtokdarab idegen test volt a custodiatusban. A rend nem várta meg a jogilag vélelmezett 32 esztendőt, aminek az elmúltával ez a birtokrész de iure et facto visszaszállt volna az uradalomra, hanem inkább a mielőbbi megvásárlására törekedett. Horváth Zsigmond bérlővel sikerült megegyezni 1820-ban. A rend 2400 Forint értékű búza és zab átengedése fejében visszakapta a szőlőt a rajta lévő présházzal együtt. A rendi borgazdálkodás kezdő 25 esztendejéről az 1834-ben összeállított Extractus procreationis et proventus e vinis in Domino Mernye ab anno 1809. usque 1834. inclusive című írás ad összefogó képet. E kimutatás szerint majorsági szőlő csak Várongon és Öszödön volt, míg dézsmaszőlőt többek között Homokra is telepítettek, melynek első termése 1815-re tehető. Kezdetben csak vörös és fehér borokat termeltek. A jobbágyok szívesebben termelték a fekete szőlőt, mert a belőle származó bor kisebb rizikóval kezelhető, mint a kényesebb természetű fehér, illetve a dézsma zömét is a vörös bor adja.
Összeírták, hogy az uradalom öt kerületében, hány település rendelkezett italmérési joggal. Összesen 21 község rendelkezett vele. A taszári kerületben: Fonóban, Orciban, Homokon és Taszáron volt korcsma. Emellett Homok pálinkaégetővel, azaz kukolával is rendelkezett. A településeken kívül fekvő csárdák kivételével a bérletek zsidókézen voltak. A bérlők fát nem kaptak, faizási joguk nem volt, ellenben bizonyos természetbeni juttatásokban részesültek, (rozs, búza) illetve a korcsmához tartozó ingatlanokat és telkeket megkapták. Az 1868-as bordézsma megváltási törvény megerősítette a gazdákat abban, hogy ha nem akarják, hogy üresen álljanak a pincéik, szőlőtelepítésről kell gondoskodniuk. A nemes szőlőfajták gondos megválasztásával megkezdődhetett a minőségi termelés, ami a terméshozam mennyiségének a növelte. Az új szőlőfajták között volt a furmint, tramini, chasselas. Az elvénült sárfehér vágókat, pedig újratelepítették. A megindult minőségi termelésnek a filoxéra- vész vetett gátat (1886). Ezután szőlőszaporításba kezdtek Mernyén, Öszödön, Taszáron és Homokon. Ezeket az új szőlőtőkéket immunis homoktalajokra telepítették, ami nagyon jó megoldásnak bizonyult. Ezek a talajok rezisztens anyagokat tartalmaztak, mint például a kvarc, amik a filoxéra ellen hatásos ellenszernek bizonyultak. A népnyelv a hegyi területeket egyszerűen csak „hegynek” míg a homoktalajú szőlőterületeiket „homokosnak” nevezték. Ezek az elnevezések, mind a mai napig élnek. A szőlőgazdák a szőlősorok közé gyümölcsfákat ültettek, szám szerint az 1938-as években 1272 darabot. Itt fordított volt a helyzet, a hegyi talajokon a termőföld nem volt alkalmas a mennyiségi gyümölcstermesztésre, míg a homokos talajon minőségi és bőven termő fák álltak.

### Erdőgazdálkodás
A már említett 1804-es kamarai összeírás volt az első olyan hivatalos dokumentum, amely a somogyi és tolnai erdőket feltérképezte. Ezek a területek országszerte elhanyagoltak voltak. Nem érte meg a kitermelése sem, mert a használhatatlan utakon nem lehetett volna szállítani az árut. 1834-ben 22 fonai jobbágy vállalkozott arra, hogy a Homokra vezető töltéstől keletre és a Kapos vizétől északra eső berekből 21 láncnyi területet kiírt. Cserébe 8 évre megkapták a berki rétet. Még ugyanebben az évben, ugyanezekkel a kitételekkel 39 taszári lakos kezd a homoki töltéstől nyugatra és a Kapostól északra eső berek 58 láncának a művelésébe. 1843-ban Grosser János rendfőnök kérésére újra felmérték, illetve leellenőrizték az erdőkben folyó munkálatok eredményét. Továbbra is a homoki erdő bizonyult a taszári kerület erdei közül a legnagyobbnak. A homoki erdő adataiból kitűnik, hogy nagyon idős a faállomány, átlagban 100 éves korhadt, vén fákról beszélhetünk ebben az időben. A homoki erdő vízhiány miatt nagyvadban igen szegény volt. Az első erdőgazdasági üzemterv 1881/83 gazdasági évben készült el, melynek értelmében a custodiatus erdei az állam közvetlen felügyelete alá kerültek. Így került sor a palotai csererdő kiirtásra illetve állománycseréjére. Ezt a területet szántónak alkalmasabbnak találták, ezért a Homokon található somhegyi szántó területére, a fonai erdőhöz csatolva illetve Dobszára telepítették át a csererdőt. Mivel az uradalom legnagyobb erdőrészlete a homoki határban feküdt, ezért felújítására jobban odafigyeltek. A legfontosabb feladat a lassan elvénülő erdő fiatalítása volt. Az új telepítéseknek köszönhetően felújult a homoki erdő Darazsin illetve Somhegy nevezetű erdőrészlete. 1864-ig a somogyi és tolnai erdőket kerületi gazdatisztek kezelték. Ettől az évtől kezdve lett a taszári kerületnek Homok székhellyel különálló erdőtisztje. Az első fővadász Redl Henrik volt 1870-ig, utána két évig nem töltötte be senki a pozíciót. Ódor Ignác 1877-ben került Homokra. 1881-ig töltötte be ezt a posztot, majd utána haláláig a főerdész tisztséget töltötte be.
Az 1945. évi VI. törvény a nagybirtokrendszer megszüntetését tűzte ki célul. (600/ 1945 M.E. rendelet törvényerőre emelésével) A határozat kimondta, hogy „a 100-1000 katasztrális holdig terjedő mezőgazdasági földbirtokoknál, továbbá terjedelmükre való tekintet nélkül a törvényhatóságok, községek és egyházak földbirtokainál, valamint…az alapítványi birtokoknál 100 katasztrális hold mezőgazdasági ingatlan…” az állam számára birtokba vétetik. A törvény értelmében a Kegyes Tanítórend birtokait nagy veszteségek értek. A homoki erdőkből 597 katasztrális holdnyi területet koboztak el.

### Kitelepítések
1945. július 1-jén lépett életbe az a miniszterelnöki rendelet, mely a német lakosság múltbeli politikai magatartásának megvizsgálása céljából igazoló bizottságok felállítását rendelte el. A vizsgálat minden 16 évesnél idősebb német nemzetiségű és anyanyelvű lakosra terjedt ki, elsősorban a Volksbundban és a német hadseregben betöltött szerepük alapján tisztázták őket. Az 1945. december 29-én kiadott kormányrendelet szabályozta első ízben a kitelepítést, ez a határozat az 1941. évi népszámlálás nemzetiségi és anyanyelvi adatai alapján határozta meg a kitelepítendők listáját.
Somogy megyében hat igazoló Bizottságot hoztak létre, Kaposhomok a Kaposvári járási bizottsághoz tartozott. 1941-ben 479 lakosa volt a falunak, ebből 218-an vallották magukat német anyanyelvűnek. Az elkobzások már jóval a nemzethűségi vizsgálat előtt a Somogyvármegye Földbirtokrendező Tanácsa által 8 családot érintő 1945. április 30-án hozott határozatával kezdődtek meg. A nemzethűségi vizsgálatot 8 tárgyalási napon keresztül, 1945. október 13-a és 22-e között folytatták le. A bizottság a családtagokat nem számítva 2 személyt Volksbund-vezetőnek, 42 főt tagnak, 4 főt támogatónak, 117 főt, pedig kívülállónak minősített. A vizsgálat alapján a Tanács 1945. október 27-én hozta meg az elkobzási határozatát.
A névjegyzékre vétel a Magyar Köztársaság kormányának a 12.200/1947. Korm. számú rendelete alapján történt meg.
1. §
 Németországba áttelepülni köteles az a magyar állampolgár,
a) aki az 1941. évi népszámlálási összeírás alkalmával német nemzetiségűnek vallotta magát
b) aki a Volksbundnak tagja volt
c) aki valamelyik fegyveres német alakulatba önként lépett be
d) aki magyarosított nevét német hangzásúra változtatta vissza
Az 1941. évi népszámlálásnak megfelelően 218 fő vallotta magát német anyanyelvűnek, ezen személyek közül 135 főt vettek az 1. számú névjegyzékbe.
SS-tagok: Stágl János, Jerger János és Jerger Jánosné
Volksbund-tagok: Stágl József, Stágl János és Stágl Jánosné, Stágl Sebestyén, Stágl Ádám, Stágl János, (felső)Ress János, Ress György, Resch Antalné, Hartner István, Hartner Antal, Frauholcz József, Nyári Ádám, Moór József, Moór Ádám, Pendl Sebestyén, Schwarcz Antal, Francz József, Part Sebestyén, Fröchlich József (a falu tanítója volt, de 1945. júniusára már elmenekült)
A tőlük elkobzott ingóságok és területek: 14 ház, 109 hold szántó, 1 hold kert, 12 hold rét, 13 hold szőlő, 2 hold legelő
2. §
 Az 1. § paragrafus rendelkezései nem vonatkoznak:
a) az 1. § értelmében áttelepülni nem köteles személy házastársa, ha a házasságot 1946. évi április hó 1. napja előtt kötötték és a házastársak kiskorú gyermekére
b) az a, pont hatálya alá tartozó személyekkel közös háztartásban élő felmenőre nagykorú gyermekre és más lemenőre.
A második névjegyzékbe vett személyek száma 10 fő:
1. Prukner György
2. Prukner Györgyné szül. Frauholcz Mária
3. Jerger Jánosné szül. Stágl Mária
4. Resch József
5. Stágl Mihály
6. Stágl Mihályné szül. Frauholcz Erzsébet
7. Nyári Mihályné szül. Stágl Erzsébet
8. ö. Stágl Mihályné szül. Resch Teréz
9. Gábor Ferenczné szül. Schrenk Erzsébet
10. Katus Józsefné szül. Hatler Katalin
3. §
Az 1. § rendelkezései nem vonatkoznak:
a) az ipari-, bánya- és mezőgazdasági munkásra, amennyiben az 1946. évi április hó 1. napja előtt is ez volt a fő foglalkozása, nem volt a Volksbundnak tisztségviselő tagja, fegyveres német alakulatba önként nem lépett be, illetőleg magyarosított nevét német hangzásúra vissza nem változtatta, valamint a 2. § a, és b, pontjaiban felsorolt hozzátartozójára.
b) a községben nélkülözhetetlen kézműves iparosra, amennyiben az 1. § a, pontja alapján lenne áttelepülésre kötelezve és a 2. § a, és b, pontjaiban felsorolt hozzátartozóira
A település lakói közül 22-en kerültek a 3. számú névjegyzékre. Név szerint:
1. Matesz József
2. Matesz Józsefné szül. Lugosi Erzsébet
3. Matesz Erzsébet
4. ö. Matesz Józsefné szül. Strausz Erzsébet
5. Niedermüller György
6. Niedermüller Györgyné szül. Bittó Mária
7. Niedermüller György
8. Niedermüller Anna
9. Steiner Ádám
10. Schvartz Ádám
11. Schvartz Györgyné szül. Till Erzsébet
12. Schvartz Mária
13. Schvartz József
14. Schvartz György
15. Schvartz János
16. Niedermüller József
17. Niedermüller Józsefné szül. Matesz Mária
18. Kiss János Lászlóné szül. Niedermüller Mária
19. Pizvarom Jánosné szül. Walheim Katalin
20. Till Józsefné szül. Pizvarom Erzsébet
21. ö. Stágl Józsefné szül. Stágl Mária (1895)
22. ö. Stágl Józsefné szül. Stágl Mária (1868)
14. §
1) Annak a magyar állampolgárnak, aki az 1941. évi népszámlálási összeírás alkalmából magát német anyanyelvűnek vallotta, továbbá annak a magyar állampolgárnak, akire a 2. § értelmében az 1. § nem vonatkozik, a jelen rendelet hatályba lépésének napján még tényleges birtokában lévő mező és erdőgazdasági (külterületi) ingatlan vagyonából minőségének és fekvésének figyelembevételével legfeljebb 10 kataszteri holdnyi területet, továbbá a tényleges birtokában lévő olyan ingóságát, amely telepítés céljára még igénybe véve nem lett, tulajdonába lehet adni, illetőleg tulajdonában meg lehet hagyni.
2) Annak a magyar állampolgárnak, akire a 3. § értelmében az 1. § rendelkezése nem vonatkozik, az 1) bekezdésben említett vagyontárgyakat és ezen felül még a tényleges birtokában lévő egy lakóházat is tulajdonába lehet adni, illetőleg tulajdonában meg lehet hagyni.
A 4. számú névjegyzékbe vett lakosok száma 9 fő:
1. Franck Antal
2. Kávé Mihály
3. ö. Kávé Andrásné szül Steiner Mária
4. ifj. Nyári Ferencz
5. Nyári Ferenczné szül. Resch Ilona
6. Nyári József
7. Stágl József
8. Stágl Józsefné szül. Strum Mária
9. Schvartz Jánosné szül. Part Katalin
Összesen 176 főt vettek számba, ebből ténylegesen 86 személyt telepítettek ki. 
A II. világháború utáni lakosság összetételének a változását nem lehet tárgyalni a magyar-csehszlovák egyezmény következményei nélkül. 
Kaposhomokon 40 házat koboztak el a belsőségekkel együtt. Ezekbe az épületekbe összesen 62 család érkezett. 28 felvidéki telepes család és 34 hazai (belső) telepes család. 
A felvidékről a Kaposhomokra települt családok névsora:
|     | Név               | Feleségének a neve | Szül.év | Fogl. | Gyermek sz. | Életkora       |
| 1.  | Bazsó Sándor      | Haris Erzsébet     | 1903    | fm.   | 0           | 0              |
| 2.  | Bartha István     | Juhász Ágnes       | 1889    | fm.   | 6           | 20,18,15,11,8, |
| 3.  | Bencsik Jánosné   |                    | 1890    | fm.   | 2           | 23,2           |
| 4.  | Bencsik Imre      | Simonics Mária     | 1920    | fm.   | 1           | 1              |
| 5.  | Bruszel Imre      | Haris Lujza        | 1898    | fm.   | 5           | 26,23,19,4,11  |
| 6.  | Cserepes Józsefné |                    | 1911    | fm.   | 2           | 16,8           |
| 7.  | Dibusz Mihály     | Molnár Mária       | 1894    | fm.   | 5           | 21,19,17,11,10 |
| 8.  | Györe Lajos       | Moráz Borbála      | 1915    | fm.   | 4           | 20,10,8,6      |
| 9.  | Haris Lajos       | Fazekas Lujza      | 1903    | fm.   | 6           | 26,21,10,6,4,1 |
| 10. | ö.Haris Péterné   |                    | 1917    | fm.   | 2           | 11,4           |
| 11. | Haris István      | Molnár Julianna    | 1889    | fm.   | 3           | 26,19,9        |
| 12. | Hodosi Pál        | Hodosi Ida         | 1897    | fm.   | 3           | 26,23,24       |
| 13. | Hodosi Péter Pál  | Csiba Eszter       | 1901    | fm.   | 3           | 14,12,7        |
| 14. | Haris István      | Kádár Mária        | 1878    | fm.   | 4           | 38,28, 23,8    |
| 15. | Haris Vince       | Hengerics Mária    | 1907    | fm.   | 2           | 16,12          |
| 16. | Keszi Jónás       | Bazsó Ágnes        | 1882    | fm.   | 5           | 30, 26, 4,2,1  |
| 17. | Lukacsovics Gyula | Dobozi Ágnes       | 1901    | fm.   | 1           | 11             |
| 18. | Lebó Sándor       | Kovács Magdolna    | 1893    | fm.   | 6           | 23,27,20,1,4   |
| 19. | Lukacsovics Lajos | Csontos Rozália    | 1919    | fm.   | 2           | 8,3            |
| 20. | Matus Ferenc      | Hegyi Emilia       | 1891    | fm.   | 1           | 2              |
| 21. | Major János       | Csontos Mária      | 1883    | fm.   | 6           |                |
| 22. | Nedeczky Andrásné |                    | 1910    | fm.   | 1           | 14             |
| 23. | Nemes Lajos       | Asztalos Rozália   | 1892    | fm.   | 3           | 28,24,16       |
| 24. | Nagy Sándor       | Haris Erzsébet     | 1904    | fm.   | 2           | 18,5           |
| 25. | Simonics József   | Tóth Erzsébet      | 1891    | fm.   | 4           | 21,20,16,14    |
| 26. | Szücs Lajos       | Lebó Mária         | 1915    | fm.   | 1           | 1              |
| 27. | id. Szücs Lajos   | HarisRozália       | 1881    | fm.   | 0           | 0              |
| 28. | Csiba Béla        | Simon Irén         | 1913    | fm.   | 3           | 3,2,1          |

A felvidéki telepesek Kaposhomokra költözve átlagban kétszer nagyobb területet kaptak a földművelésre, (összesen: 279 hold), mint amennyit Csehszlovákiában birtokoltak (összesen 103 hold). Míg hazájukban nem foglalkoztak a szőlőműveléssel, a juttatásnak köszönhetően nagy területű szőlőbirtokokat kaptak. A több évszázada virágzó homoki szőlőkultúra hagyományai nem jelentettek számukra olyan nagy elkötelezettséget. Az idetelepült családok többsége, ha lehetősége volt rá, elköltözött. Volt példa arra is, hogy egy család Komáromba költözött, csak hogy közelebb lehessen egykori hazájához. Nem alakult ki bennük kötődés, így könnyen sorsukra hagyták a szépen termő szőlőbirtokokat és egy jobb élet reményében rajzottak ki az egész országba. Ez is egy oka annak, hogy az itteni homoki szőlőtermelés színvonala és mennyisége ma igen alacsony.

## Közélete

### Polgármesterei
- 1990–1994: Laskai Zoltán (független)[4]
- 1994–1998: Laskai Zoltán (független)[5]
- 1998–2002: Laskai Zoltán (független)[6]
- 2002–2006: Laskai Zoltán (független)[7]
- 2006–2010: Laskai Zoltán (független)[8]
- 2010–2012: Takács István (Fidesz-KDNP)[9]
- 2012–2014: Nemes Attila (független)[10]
- 2014–2019: Barta István (független)[11]
- 2019–2022: Barta István (független)[12]
- 2023–2024: Bontovics Balázs (független)[13]
- 2024– : Bontovics Balázs (független)[1]

A településen 2012. június 3-án időközi polgármester-választást tartottak, az előző polgármester lemondása miatt. Ugyanilyen okból kellett időközi választást tartani a községben 2023. március 5-én is, miután Barta István polgármester 2022. november 11-én lemondott.

## Népesség
A település népességének változása:
| Lakosok száma | 488  | 484  | 481  | 474  | 468  | 461  | 451  |
|               | 2013 | 2014 | 2015 | 2021 | 2022 | 2023 | 2024 |

A 2011-es népszámlálás során a lakosok 91,4%-a magyarnak, 14,5% cigánynak, 1,6% németnek, 0,2% örménynek, 1,2% románnak mondta magát (8,6% nem nyilatkozott; a kettős identitások miatt a végösszeg nagyobb lehet 100%-nál). A vallási megoszlás a következő volt: római katolikus 64%, református 3,5%, görögkatolikus 0,4%, felekezet nélküli 16,3% (15,7% nem nyilatkozott).
2022-ben a lakosság 84,4%-a vallotta magát magyarnak, 10,9% cigánynak, 1,5% németnek, 0,4% románnak, 0,4% lengyelnek, 0,2% szlováknak, 3% egyéb, nem hazai nemzetiségűnek (14,7% nem nyilatkozott; a kettős identitások miatt a végösszeg nagyobb lehet 100%-nál). Vallásuk szerint 45,5% volt római katolikus, 3% református, 1,5% evangélikus, 0,4% görög katolikus, 1,1% egyéb keresztény, 1,7% egyéb katolikus, 20,5% felekezeten kívüli (26,3% nem válaszolt).

## Nevezetességei
A településen minden olyan utcában, amit emberről neveztek el, szobrot állítottak a névadónak. Utolsóként Széchenyi István és Ady Endre szobrát avatták fel 2017-ben.

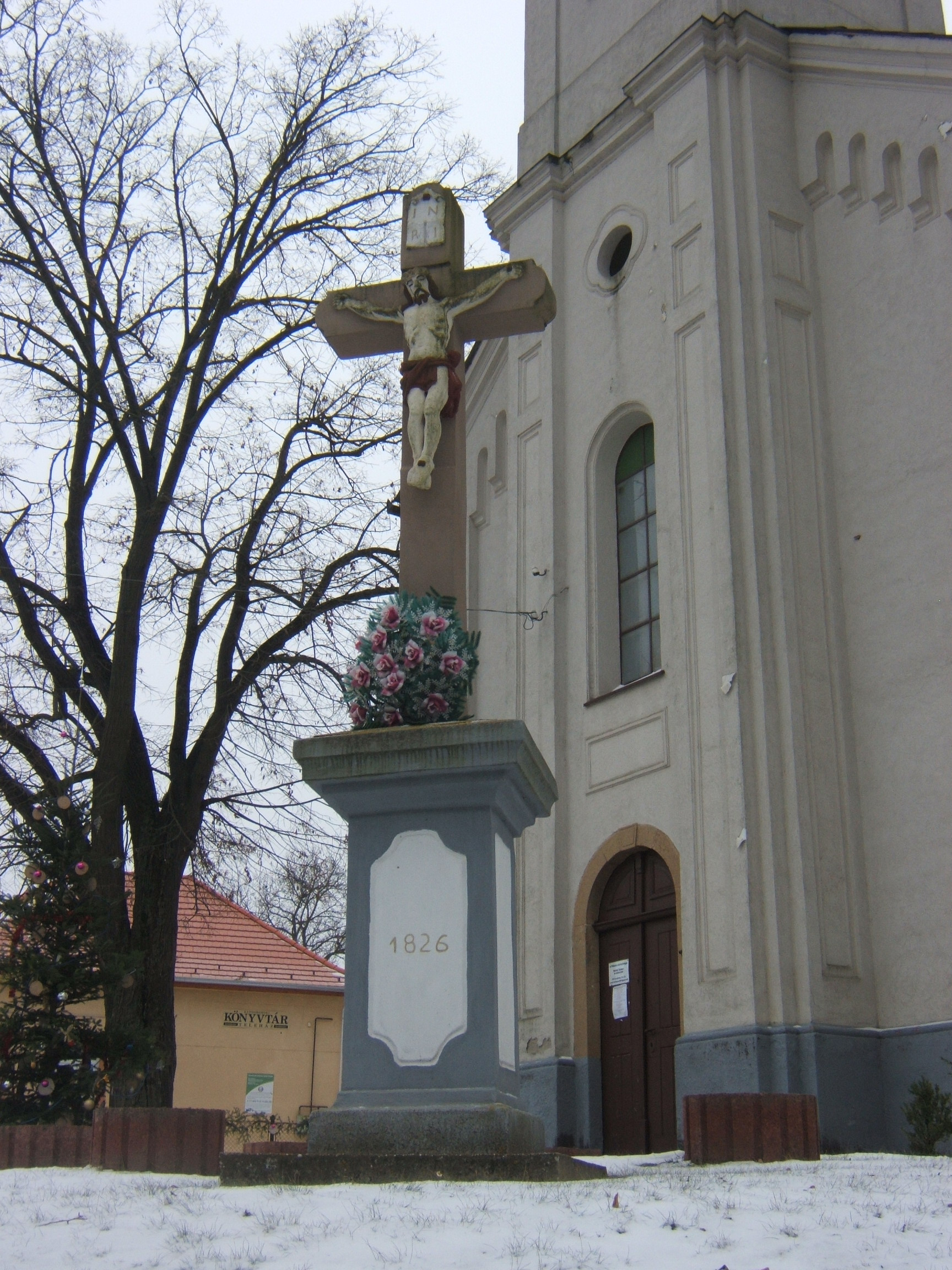
199 éves kőkereszt a templomnál